# آرثر كولز
آرثر كولز (بالإنجليزية: Arthur Coles)‏ هو سياسي أسترالي، ولد في 7 أغسطس 1892 في غيلونغ في أستراليا، وتوفي في 14 يونيو 1982 في ملبورن في أستراليا. انتخب عضو مجلس النواب الأسترالي عن دائرة Division of Henty ‏ (21 سبتمبر 1940 – 11 فبراير 1946).